# Kelaginagolagodu, Sagar
Kelaginagolagodu là một làng thuộc tehsil Sagar, huyện Shimoga, bang Karnataka, Ấn Độ.